# Niobij
Nióbij, nekdaj imenovan kolúmbij, je kemični element, ki ima v periodnem sistemu simbol Nb in atomsko število 41. To redko, mehko, sivo, kovno prehodno kovino je moč najti v niobitu in se uporablja v zlitinah. Najpomembnejše so zlitine za izdelavo specialnih jekel in za povečanje trdnosti varjenih spojev. Niobij so najprej odkrili v kolumbitu (zdaj imenovanem niobit) in ga najprej poimenovali po tem mineralu.

## Nahajališča
Ta element nikoli ne nastopa prost, pač pa se pojavlja v niobitu (Fe, Mn)(Nb, Ta)2O6, niobit-tantalit [(Fe, Mn)(Ta, Nb)2O6], pirokloru (NaCaNb2O6F), in evksenitu [(Y, Ca, Ce, U, Th)(Nb, Ta, Ti)2O6]. Minerali, ki vsebujejo niobij, pogosto vsebujejo tudi tantal. Odkrili so, da so velika nahajališča niobija povezana s karbonatiti (karbo-silikatnimi kameninami) in kot sestavina piroklora. Glavni proizvajalki koncentratov niobijevih mineralov sta Brazilija in Kanada, obsežna nahajališča rude so tudi v Nigeriji, DR Kongo in Rusiji.